# Maratón de Boston de 1901
El Maratón de Boston de 1901 fue la quinta edición de la carrera de maratón en Boston, Massachusetts, Estados Unidos. Tuvo lugar el 19 de abril de 1901, de Ashland a Boston. En lugar de la distancia de maratón moderna de 26,2 millas (42,2 km), la distancia era oficialmente 25 millas (40,2 km), aunque desde entonces se midió retroactivamente entre 23,1-23,9 millas (37,2-38,5 km). Alrededor de 25 000 espectadores se alinearon en la pista, muchos de ellos siguieron y animaron a sus corredores preferidos durante largos tramos a medida que pasaban.
Jack Caffery de Canadá repitió como campeón, mejorando su récord del año pasado en 10 minutos más y convirtiéndose en la primera persona en ganar el Maratón de Boston dos años seguidos. Su compañero William Davis, un canadiense de la Nación Mohawk, terminó segundo y Sammy Mellor terminó tercero.

## La carrera

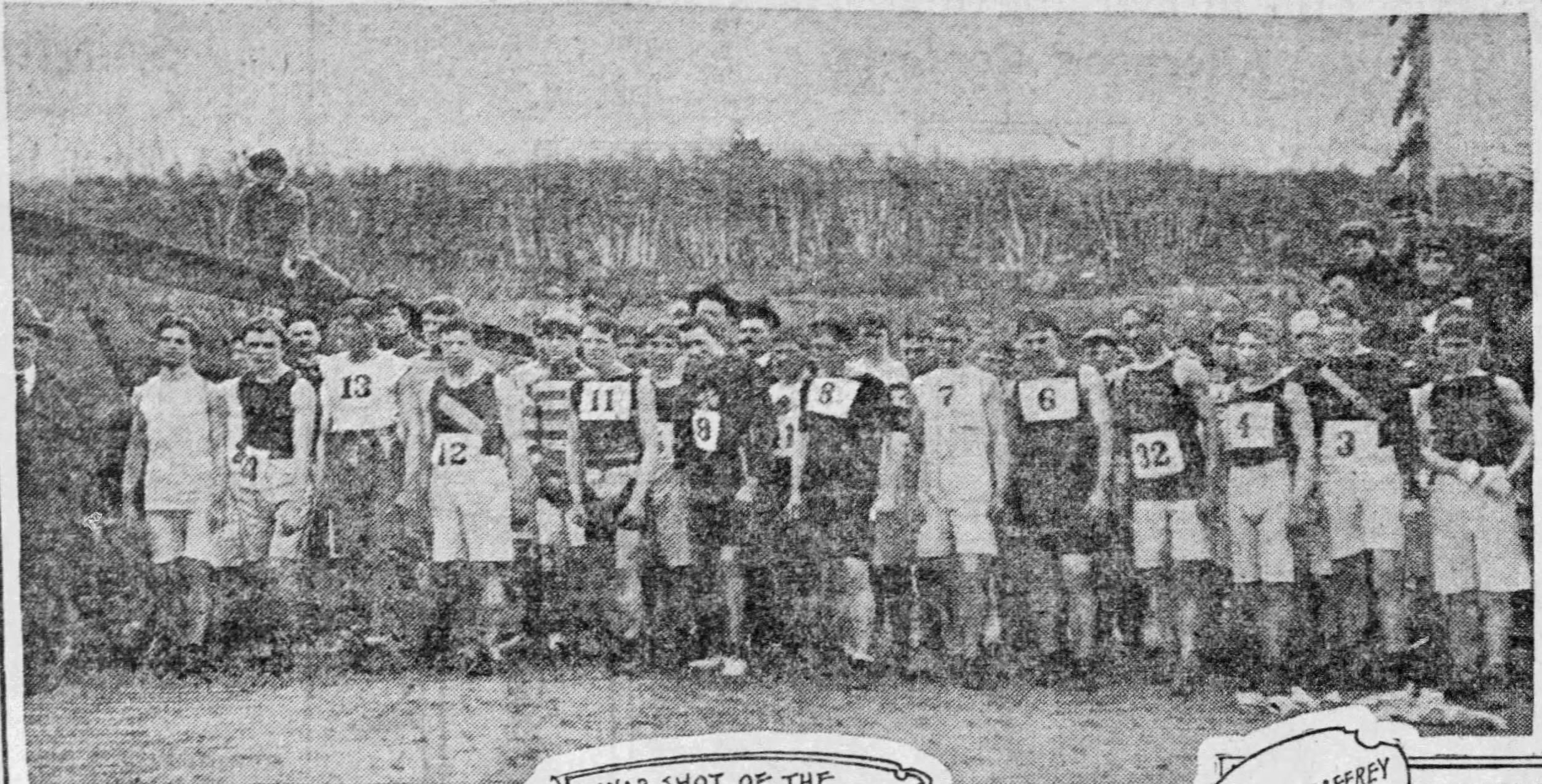
La línea de salida de la carrera, capturada por The Boston Globe.

La carrera comenzó a las 12:00 hora local, con condiciones descritas como favorables y sin viento. Fred Hughson de la Asociación Cristiana de Jóvenes de Hamilton (Ontario) y Jack Caffery (también de Hamilton) tomaron la delantera. Según los informes, la primera milla se cubrió en 4 minutos y 40 segundos, un ritmo que solo cinco corredores en la historia han promediado en un maratón completo a 2024. Junto a las vías del ferrocarril en el centro de Ashland, Hughson lideraba con Caffery muy cerca y ambos lideraban a C. Crimmins del Cambridgeport Gym por 50 yardas (46 m).

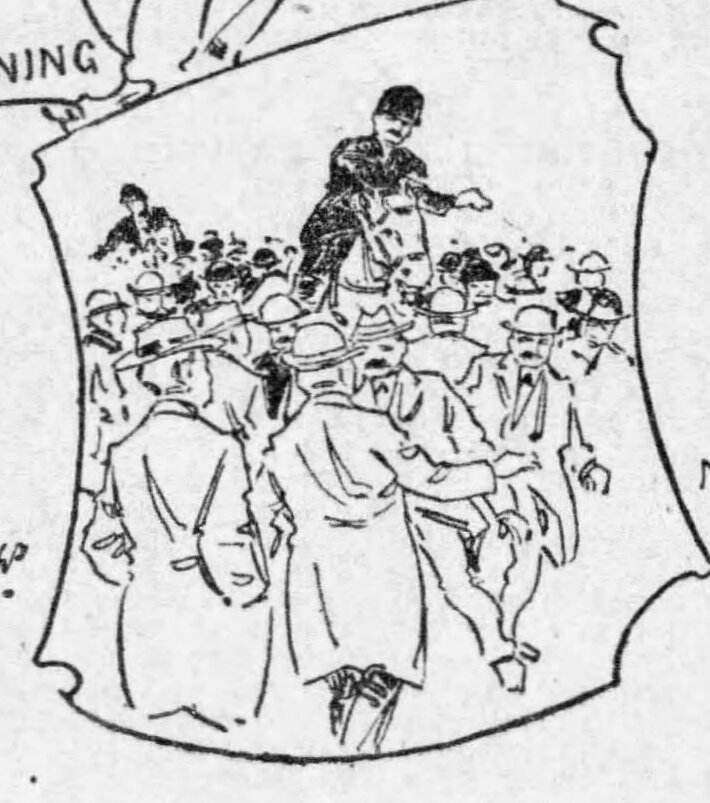
La policía montada abre el camino entre la multitud durante la carrera.

Este ritmo resultó ser demasiado rápido para algunos de los favoritos previstos, incluido John Vrazanas de Grecia, a quien no se volvió a ver después de los primeros kilómetros. C. Crimmins quedó atrás en tercer lugar, mientras que William Davis lideró a T. J. Hicks en cuarto y quinto lugar. Había poco control sobre el recorrido, ya que, según el Globe, «cientos» de ciclistas seguían a los corredores principales, cargados de automóviles, carruajes, carruajes, jinetes y niños.
A medida que la carrera avanzaba a través de Framingham y Natick, Hughson había conseguido una ventaja, pero Caffery todavía lo seguía de cerca. 45 minutos después, Hughson pasó el ayuntamiento de Natick a unos 100 yardas (91 m) por delante de Caffery. Ronald MacDonald en ese momento tenía 75 yardas (69 m) detrás de Caffery, y Sammy Mellor y Davis corrían en cuarto y quinto lugar, 1/3 de milla (0,5 km) detrás de MacDonald.
La dinámica de la carrera comenzó a cambiar a medida que los corredores se acercaban a Wellesley. Caffery hizo su movimiento y superó a Hughson en la empinada pendiente de Wellsley Hills. En ese momento, un caballo se asustó y corrió hacia la calle delante de los corredores, pero un ciclista agarró las bridas y pudo detener al caballo antes de que los corredores resultaran heridos.
Con Caffery ahora a la cabeza, la carrera avanzó hasta Newton Lower Falls mientras Caffery ampliaba su ventaja sobre Hughson a unas 150 yardas (137 m). En este punto, MacDonald había superado a C. Crimmins y estaba en tercer lugar, aventajando a Crimmins (quien fue descrito como una «proposición desconocida») por aproximadamente 1/2 de milla (0,8 km).
Caffery pasó 15 millas (24,1 km) en 1 hora y 21 minutos – 9 minutos más rápido que el split del año pasado – con una ventaja importante. Hughson todavía estaba en segunda posición, pero en ese momento estaba visiblemente luchando y los espectadores predijeron que no terminaría la carrera. MacDonald era 1/3 de milla (0,5 km) detrás, y Crimmins estaba 220 yardas (201 m) detrás de MacDonald en cuarta posición.
En Waban, MacDonald pasó a un Hughson enfermo y estaba ganando terreno al líder Caffery. A nueve millas del final, MacDonald había avanzado apenas1/3 de milla (0,5 km) detrás de Caffery. Mientras tanto, el eventual subcampeón, William Davis, todavía estaba solo en quinto lugar, detrás de Caffery, MacDonald, Hughson y Crimmins. Davis comenzó a acelerar, aprovechando una pendiente en Cedar Street en West Newton para pasar a Crimmins y finalmente a Hughson.

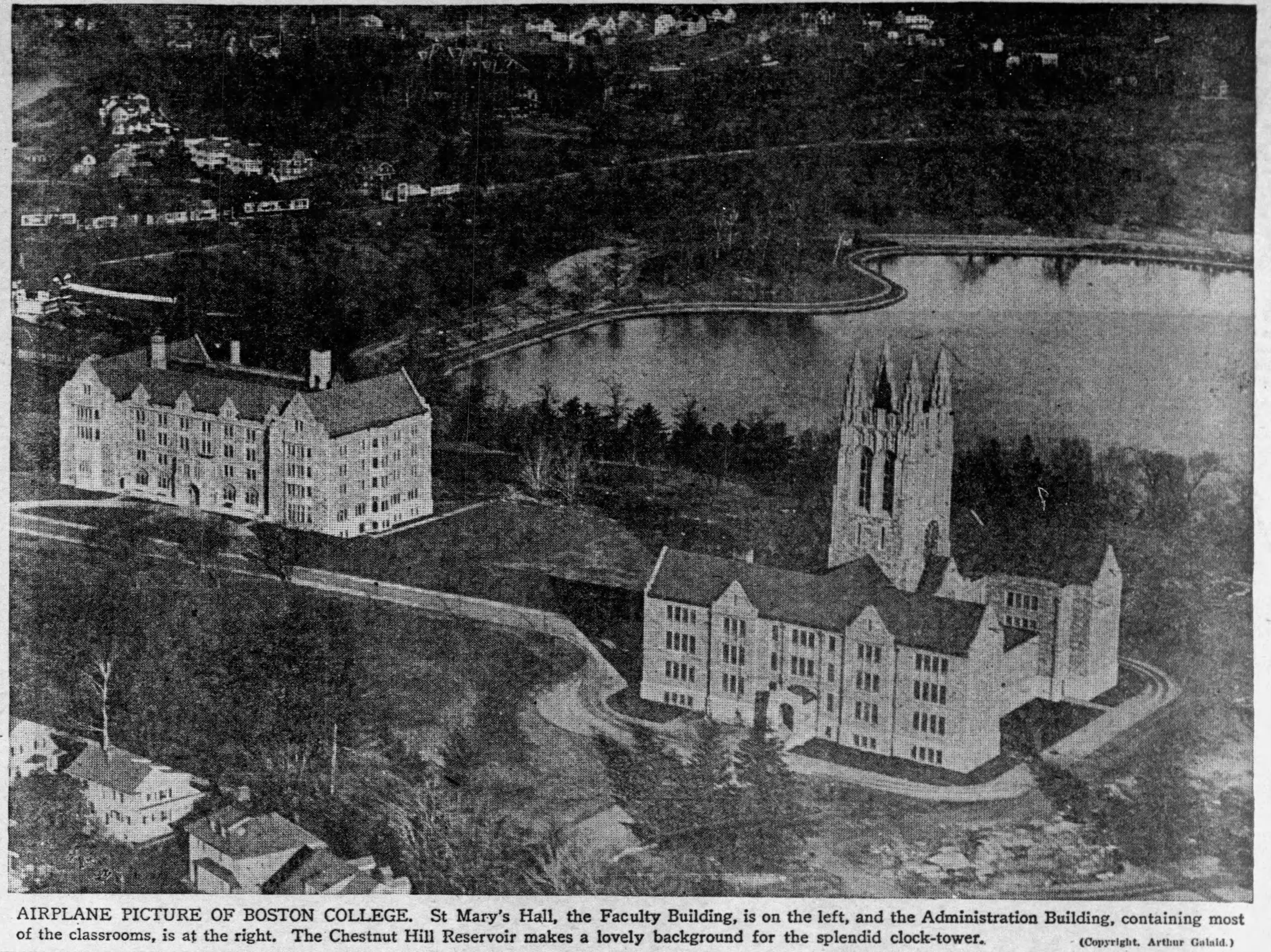
Una vista del embalse de Chestnut Hill en 1923, donde una gran multitud de espectadores observaba a los corredores.

Davis, ahora en tercer lugar, alcanzó a MacDonald en la siguiente milla, y MacDonald fue alertado de su presencia por los «aros de guerra y llamados indios» que hacía la multitud de fanáticos de los ciclistas que seguían a Davis. Los seguidores de MacDonald intentaron animarlo a mantener la posición, pero aun así Davis pasó a MacDonald en una cuesta abajo en el camino hacia el embalse de Chestnut Hill. Detrás de ellos, Hughson tuvo muchos problemas, se cayó en la carretera varias veces y finalmente lo sacaron en un carruaje y no terminó la carrera.
Cuando se llegó al embalse, una «gran multitud» de espectadores vitoreó a Caffery y Davis, luego aproximadamente una milla atrás. Había tantos curiosos en el embalse que bloquearon a los corredores, y algunos tuvieron que desviarse para pasar junto a los peatones alineados en filas de 20 o 30 personas. La confusión aumentó después de que un «joven vestido con ropa de correr» se deslizó desde una de las calles laterales y se unió a la carrera detrás de Caffery. El joven engañó a muchos de los espectadores antes de abandonar.

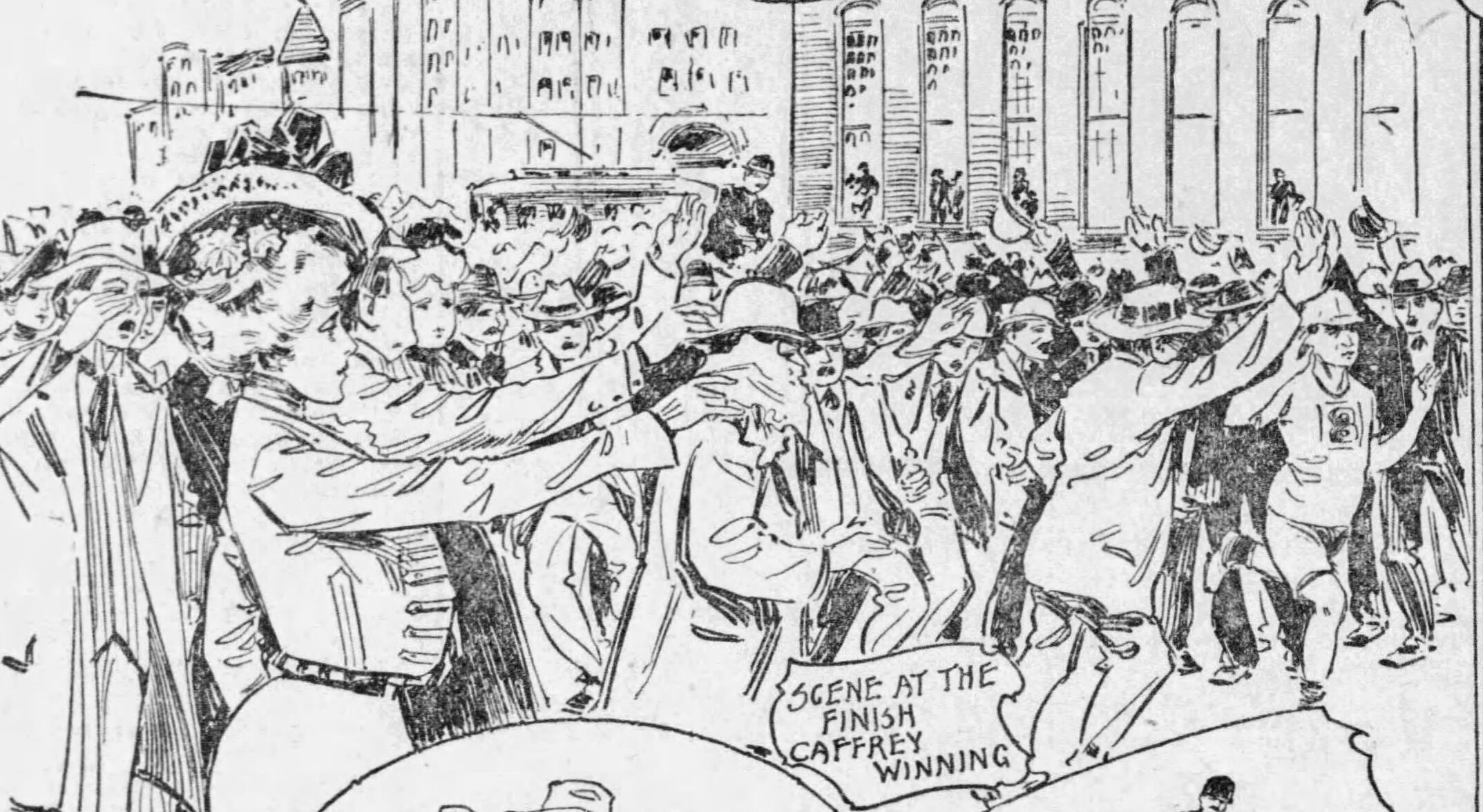
Ilustración de la escena en la que Caffery ganó la carrera, que muestra a los espectadores irrumpiendo en la pista.

A pesar de los esfuerzos de Davis, la brecha era insuperable ya que Caffery terminó primero, rompiendo su propio récord del recorrido en unos diez minutos en 2:29:23. Los espectadores irrumpieron en el campo para abrazar a Caffery. Le siguieron Davis y Mellor, con Crimmins y Hicks ocupando la cuarta y quinta posición. La carrera continuó durante aproximadamente una hora después de que Davis terminara, después de lo cual el último competidor completó la distancia.

## Acusaciones de envenenamiento de Ronald MacDonald

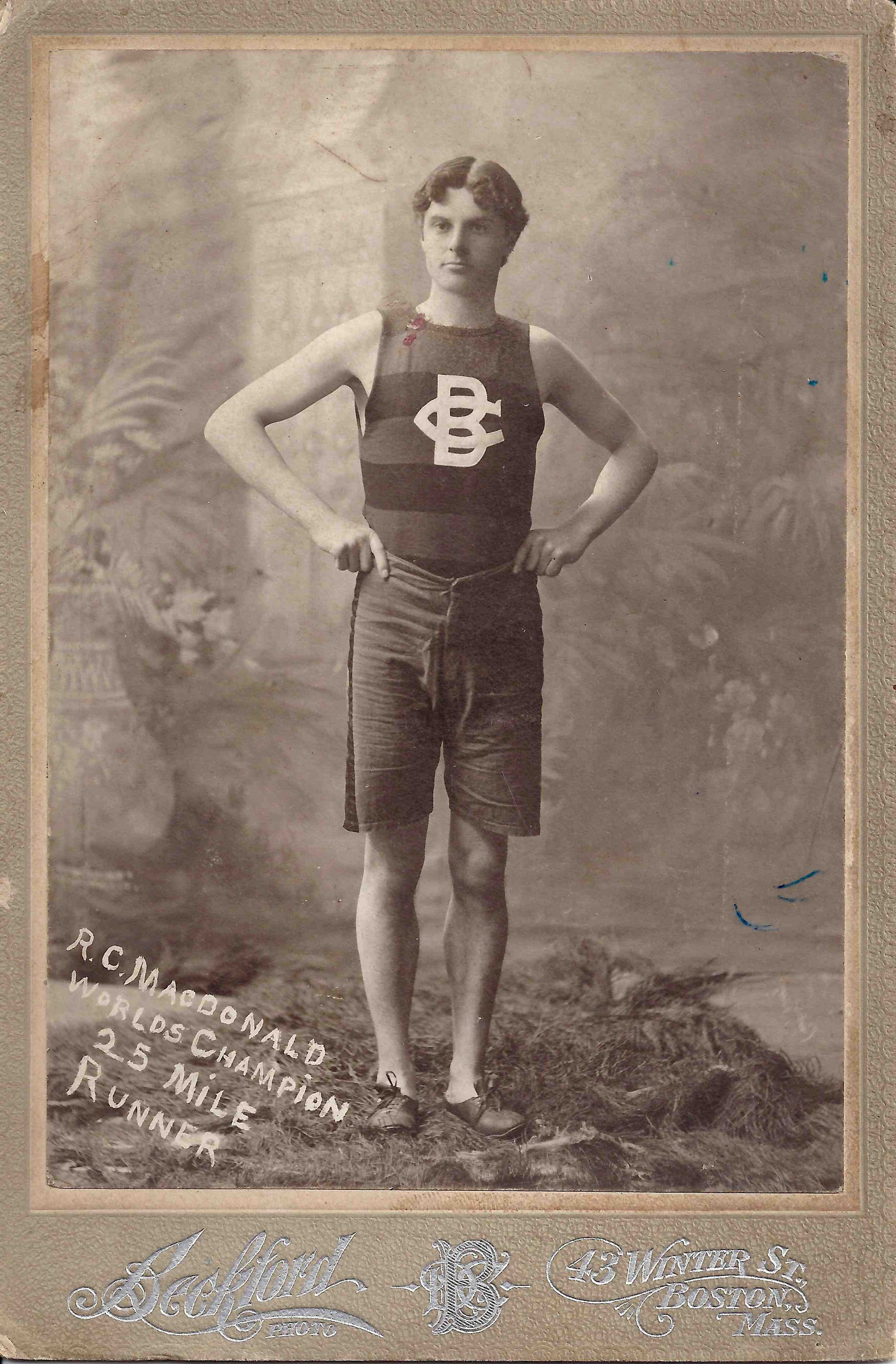
Ronald MacDonald en 1898.

Cuando faltaban unas cinco millas, el campeón del maratón de Boston de 1898, Ronald MacDonald, estaba unos 90 segundos detrás del líder Jack Caffery, una distancia que MacDonald pensó que podría recuperar fácilmente. Sin embargo, MacDonald comenzó a cansarse después de frotarse con lo que pensó que era una esponja de agua, que recibió de su hermano a través de una cafetería móvil conducida por un ciclista.
Mostrando signos visibles de fatiga, MacDonald fue abordado por el Dr. J. S. Thompson de East Cambridge, quien le ofreció 1⁄30 de grano de estricnina en forma de pastilla, destinada a «fortalecer su corazón» (todavía no existían normas antidopaje). Las pastillas tuvieron el efecto contrario y MacDonald pronto colapsó y no terminó la carrera.
MacDonald fue llevado a casa, donde permaneció postrado en cama durante varios días. A las 10 pm de la noche de la carrera, el Dr. Thompson visitó y dijo: «al examinar la esponja utilizada para limpiar la cara del corredor encontré un olor muy fuerte a cloroformo. Eso fue siete horas después de haber usado la esponja, lo que demuestra que la dosis debió ser potente». El Dr. Thompson afirmó además: «La única razón que veo es que era un hombre peligroso y alguien quería sacarlo de la carrera. Creo que la cantimplora del ciclista soldado debe haber sido manipulada en Ashland, y la droga insertada allí».
La delegación canadiense no se mostró receptiva a la idea del envenenamiento, creyendo que había abaratado la victoria de Caffery. Se quejaron de que «se mostró poca o ninguna atención» a los canadienses y a la percibida exclusividad de la Asociación Atlética de Boston. También señalaron que, aunque MacDonald fue ampliamente celebrado en Boston, los apostadores reales no apostaron mucho dinero por él. The Hamilton Spectator declaró: «Habrá que encontrar una excusa mejor que ésta para la derrota de MacDonald».

## Legado

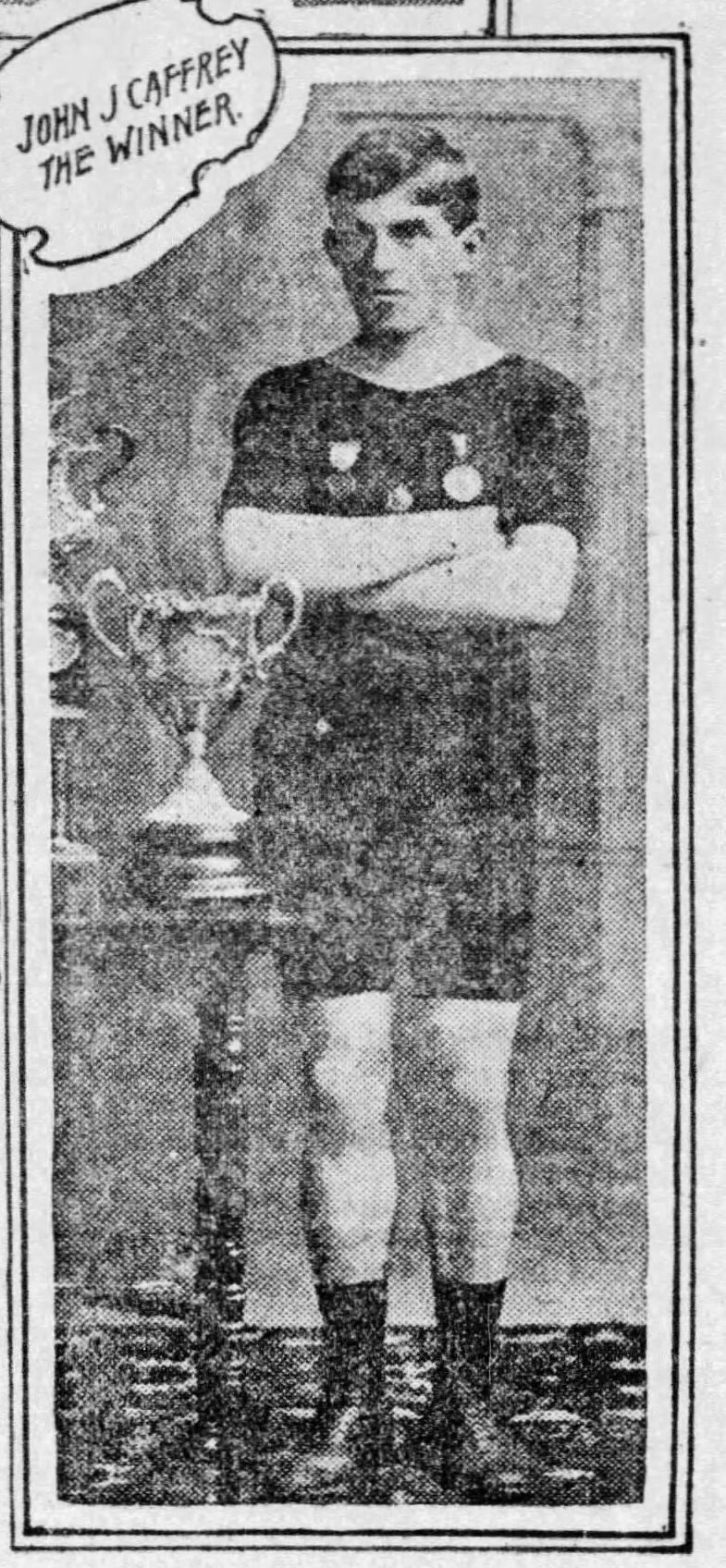
Fotografía de Caffery, el repetido ganador.

Siendo miembro del pueblo Mohawk, William Davis fue el primer indígena americano en obtener una medalla en un maratón de Boston, terminando segundo detrás de su compatriota Caffery. Luego pasó a entrenar a Tom Longboat, ganador del maratón de Boston de 1908. John Vrazanis de Grecia fue el primer corredor del maratón de Boston fuera de Norteamérica, aunque no terminó la carrera.
El récord de victorias y carreras de Caffery fue un punto culminante importante en su carrera atlética. Lo ayudó Tom Kanaly, entonces corredor, que siguió a Caffery en una bicicleta tándem. Walter C. Kelly escribió en el Buffalo Courier: «La carrera de maratón de 1901 es cosa del pasado. Como muchos otros eventos atléticos, ahora ocupará su lugar en los anales del almanaque atlético. Será olvidado, como atletismo». Los eventos son, pero la actuación de J. J. Caffery [sic] será recordado durante mucho tiempo por los entusiastas de las carreras que anhelan ver a los corredores recorrer milla tras milla hasta haber cubierto el cuarto de siglo».